# Comté de Lyon (Iowa)
Pour les articles homonymes, voir Lyon (homonymie) et Comté de Lyon.
Le comté de Lyon est un comté de l'État de l'Iowa, aux États-Unis. Son siège est Rock Rapids.